# Tiemo Rainer Peters
Tiemo Rainer Peters OP (* 17. Oktober 1938 in Hamburg; † 25. November 2017 in Münster) war ein deutscher römisch-katholischer Theologe, Priester, Dominikaner und Vertreter der neuen Politischen Theologie, die von seinem Lehrer Johann Baptist Metz begründet wurde.

## Leben
Tiemo Rainer Peters trat 1960 in den Dominikanerorden ein und studierte zunächst an der Philosophisch-Theologischen Hochschule der Dominikaner in Walberberg, unter anderem bei Paulus Engelhardt OP. 1966 folgte die Priesterweihe.
Die philosophischen und theologischen Studien beendete er 1969 mit dem Lektorat, der ordensinternen Abschlussarbeit, die er über Ethik Dietrich Bonhoeffers verfasste. Im selben Jahr noch wechselte er an die Katholisch-Theologische Fakultät der Universität Münster.
1974 wurde er mit einer Arbeit über die Präsenz des Politischen in der Theologie Dietrich Bonhoeffers bei Johann Baptist Metz promoviert. Als Assistent von Metz arbeitete er zunächst an der Konzeption des bikonfessionellen Theologischen Instituts der Universität Bielefeld (welches letztlich nicht realisiert wurde), und trug zur Weiterentwicklung und Vermittlung der neuen Politischen Theologie bei.
Von 1979 bis zu seiner Pensionierung 2004 war er Akademischer Rat am Seminar für Fundamentaltheologie der Katholisch-Theologischen Fakultät der Universität Münster. Parallel dazu war er seit 1978 im Altenheim Friedrichsburg in Münster seelsorgerisch tätig.
Vom Dominikanerorden wurde er im Januar 2014 mit dem Titel Magister in Sacra Theologia geehrt.

## Wirkung
Als einer der engsten Schüler und Vertrauten von Johann Baptist Metz zählte Tiemo Rainer Peters zu den zentralen Protagonisten der neuen Politischen Theologie, die in den 1960er und 1970er Jahren sowohl Impulse von Karl Rahner, als auch von der Kritischen Theorie, insbesondere von Theodor W. Adorno und Walter Benjamin aufnahm, die Befreiungstheologie beeinflusste und ferner in den 1980er Jahren für die Theologie nach Auschwitz grundlegend war. Tiemo Rainer Peters war als Akademischer Rat zuständig für die Lehre und Vermittlung der neuen Politischen Theologie und damit ihr Multiplikator. Inhaltlich bemühte er sich unter anderem um eine Vermittlung von neuer Politischer Theologie mit dem Denken Dietrich Bonhoeffers.
Für seinen Lehrer Johann Baptist Metz fungierte er als Herausgeber mehrerer Festschriften, zu denen unter anderem Hartmut von Hentig, Axel Honneth, Christoph Türcke, Fulbert Steffensky, Franz-Xaver Kaufmann, Claus Leggewie, Jörn Rüsen, Ludwig Siep und Jürgen Werbick Beiträge lieferten. Außerdem unterstützte Peters das Memorandum Kirche 2011: Ein notwendiger Aufbruch und trug zum dazugehörigen und von Marianne Heimbach-Steins herausgegebenen Sammelband einen Aufsatz bei.

## Schriften (Auswahl)
Monographien
- Die Präsenz des Politischen in der Theologie Dietrich Bonhoeffers. Eine historische Untersuchung in systematischer Absicht, München/Mainz 1976.
- Tod wird nicht mehr sein, Zürich/Einsiedeln/Köln 1978.
- Steh auf und geh. Anstiftungen aus dem Evangelium, Mainz 1984.
- mit Johann Baptist Metz: Gottespassion. Zur Ordensexistenz heute, Freiburg i. Br. 1991.
- mit Friedrich-Wilhelm Marquardt: Theologie nach Auschwitz, Köln 1993.
- Nach Auschwitz von Gott sprechen, Hamburg 1995.
- Johann Baptist Metz. Theologie des vermissten Gottes, Mainz 1998.
- Mehr als das Ganze. Nachdenken über Gott an den Grenzen der Moderne, Ostfildern 2008.
- Gott ist ein Zeitwort. Weltliche Schriftlesungen, Ostfildern 2012.
- Entleerte Geheimnisse. Die Kostbarkeit des christlichen Glaubens, Ostfildern 2017.

Herausgeberschaften
- Theologisch-politische Protokolle, München/Mainz 1981.
- mit Johann Baptist Metz und Jürgen Moltmann: Forum Politische Theologie.
- mit Thomas Pröpper und Hermann Steinkamp: Erinnern und Erkennen. Denkanstöße aus der Theologie von Johann Baptist Metz, Düsseldorf 1993.
- mit Claus Urban: Ende der Zeit? Die Provokation der Rede von Gott, Mainz 1999.
- mit Claus Urban: Über den Trost. Für Johann Baptist Metz, Mainz 2008.
- mit Walter Senner: Bewahren und Bewähren. Historische und politische Theologie im Anschluss an Thomas von Aquin, Mainz 2015, ²2016.

Gespräche
- mit Peter Neuhaus: Glauben ohne Geländer. Ein Gespräch am Rande des Lebens, (postum hg. v. Thomas Eggensperger OP und Ulrich Engel OP), Leipzig 2019.

Dazu über 80 Zeitschriftenaufsätze, Beiträge in Sammelbänden und Lexikonartikel.